# Astroceras annulatum
Astroceras annulatum är en ormstjärneart som beskrevs av Ole Theodor Jensen Mortensen 1933. Astroceras annulatum ingår i släktet Astroceras och familjen Euryalidae. Inga underarter finns listade i Catalogue of Life.